# تمرد ماجي ماجي
تمرد ماجي ماجي (بالألمانية: Maji-Maji-Aufstand)، يطلق عليه أحيانًا جهاد ماجي ماجي أو حرب ماجي ماجي (بالسواحلية: Vita vya Maji Maji ، Maji-Maji-Krieg)، هو تمرد مسلح للأفارقة الإسلاميين ومتبعي الديانة الأرواحية (الإحيائية) ضد الحكم الاستعماري الألماني في شرق أفريقيا الألمانية (حاليًا تنزانيا). وقد اندلعت هذه الحرب بسبب سياسة ألمانية تهدف إلى إجبار السكان الأصليين على زراعة القطن للتصدير، واستمرت منذ عام 1905 حتى عام 1907. وقُتل خلالها نحو 250.000 إلى 300.00 معظمهم من المدنيين بسبب المجاعة.
بعد التدافع على أفريقيا بين القوى الأوروبية الكبرى في الثمانينيات من القرن التاسع عشر، عززت ألمانيا سيطرتها على العديد من المستعمرات الأفريقية الرسمية. التي كانت تُشكل شرق أفريقيا الألمانية (حاليًا تنزانيا ورواندا وبوروندي وجزء من موزمبيق)، وجنوب غرب أفريقيا (حاليًا ناميبيا)، والكاميرون وتوغولاند (المنقسمة اليوم بين غانا وتوغو). كان لدى الألمان سيطرة ضعيفة نسبيًا على شرق أفريقيا الألمانية. ومع ذلك، فقد حافظوا على نظام من الحصون في جميع أنحاء المناطق الداخلية وكانوا قادرين على حكمها بشكل جزئي. ولأن سيطرتهم على المستعمرة كانت ضعيفة، فقد لجأوا إلى استخدام الأساليب القمعية العنيفة للسيطرة على السكان.
بدأت ألمانيا بفرض ضرائب على الرأس في عام 1898، واعتمدت بشكل كبير على العمل القسري لبناء الطرق وإنجاز مختلف المهام الأخرى. وفي عام 1902، أمر كارل بيترز القرى بزراعة القطن كمحصول نقدي (مخصص للتصدير). وكُلفت كل قرية بإنتاج حصة من القطن. وطُلب من رؤساء القرى أن يكونوا مشرفين على الإنتاج، الأمر الذي جعلهم في مواجهة مع بقية السكان.
لم تكن السياسات الألمانية تحظى بشعبية، إذ كان لها آثار خطيرة على حياة السكان الأصليين. فقد بدأ النسيج الاجتماعي للمجتمع يتغير بسرعة. كما تغيرت الأدوار الاجتماعية للرجال والنساء لمجاراة احتياجات المجتمعات. وبما أن الرجال أُجبروا على ترك منازلهم للعمل، فقد أُجبرت النساء على تولي بعض الأدوار التقليدية للذكور. بالإضافة إلى أن غياب الرجال أرهق موارد القرى وقدرة الناس على التعامل مع بيئتهم وتحقيق الاكتفاء ذاتيًا. لذا زاد العداء ضد الحكومة في هذه الفترة. وفي عام 1905، أصبح الجفاف يهدد المنطقة. وتصاعدت معارضة السياسات الزراعية والعمالية للحكومة، كل ذلك أدى إلى تمرد مفتوح ضد الألمان في يوليو.
لجأ المتمردون إلى السحر لطرد المستعمرين الألمان واستخدموه كقوة موحدة في التمرد. ادعى وسيط روحي اسمه كينجيكايتل نغوالي – يمارس الإسلام الشعبي الذي يتضمن المعتقدات الأرواحية – أن روح أفعى تسمى هونغو تستحوذ عليه. وبدأ نغوالي يُسمي نفسه بوكيرو، ونشر اعتقادًا بأن شعب شرق أفريقيا الألماني قد طلب إليه القضاء على الألمان. سجل علماء الأنثروبولوجيا الألمان أنه أعطى أتباعه دواء الحرب الذي يفترض أن يحول الرصاص الألماني إلى ماء. كان «دواء الحرب» هذا في الواقع عبارة عن ماء (ماجي بالسواحلية) مخلوط بزيت الخروع وبذور الدخن. بدأ أتباع بوكيرو، الذين زودوا بهذا السائل الجديد، تمردًا أصبح يُعرف لاحقًا باسم تمرد ماجي ماجي.
وأعقب نهاية الحرب فترة من المجاعة، عُرفت باسم الجوع الكبير (نجا)، والتي نتجت إلى حد كبير عن سياسة الأرض المحروقة التي دعا إليها غوستاف أدولف فون غوتزن.